# Орєхово (Андреапольський район)
Орєхово (рос. Орехово) — присілок в Андреапольському районі Тверської області Російської Федерації.
Населення становить 17 осіб. Входить до складу муніципального утворення Андреапольський округ.

## Історія
Від 2006 до 2019 року входило до складу муніципального утворення Хотилицьке сільське поселення.

## Населення
| 2002 | 2010 |
| ---- | ---- |
| 24   | ↘17  |